# دوریس داسن
دوریس داسِن (انگلیسی: Doris Dawson؛ ‏ ۱۶ آوریل ۱۹۰۵ – ۲۰ آوریل ۱۹۸۶) بازیگر فیلم‌های صامت اهل ایالات متحده آمریکا بود.